# INAH-3
INAH-3 је скраћеница за треће интерстицијално језгро предњег хипоталамуса и сексуално је диморфно језгро људи. INAH-3 је значајно већи код мушкараца него код жена без обзира на старост. Једна студија је показала да је INAH-3 већи код хетеросексуалних мушкараца него код хомосексуалних мушкараца и хетеросексуалних жена, иако ови подаци нису успешно репродуковани.

## Истраживања
Термин INAH (интерстицијална језгра предњег хипоталамуса), који је први пут предложила група са Универзитета Калифорније у Лос Анђелесу 1989. године, односи се на четири раније неописане ћелијске групе преоптичко-предњег хипоталамуса (PO-AHA), чија  структура утиче на лучење гонадотропина, понашање мајке и сексуално понашање код неколико врста сисара. Постоје четири језгра у PO-AHA (INAH1-4). Утврђено је да је једно од ових језгара, INAH-3, 2,8 пута веће у мозгу мушкараца него у женском мозгу без обзира на старост.
Студија чији је аутор Симон Левеј сугерише да је регион важан биолошки супстрат у погледу сексуалне оријентације. Овај чланак је известио да је INAH-3 у просеку мањи код хомосексуалних мушкараца него код хетеросексуалних мушкараца, и заправо има приближно исту величину код хомосексуалних мушкараца као и код хетеросексуалних жена. Даља истраживања су открила да је INAH-3 мањи по запремини код хомосексуалних мушкараца него код хетеросексуалних мушкараца јер хомосексуални мушкарци имају већу густину неуронског паковања (број неурона по кубном милиметру) у INAH-3 од хетеросексуалних мушкараца; нема разлике у броју или површини попречног пресека неурона у INAH-3 хомосексуалних у односу на хетеросексуалне мушкарце. Такође је утврђено да нема утицаја ХИВ инфекције на величину INAH-3, односно да ХИВ инфекција не може да објасни уочену разлику у запремини INAH-3 између хомосексуалних и хетеросексуалних мушкараца.
Левеј је приметио три могућности које би могле објаснити његове налазе: 1. Структуралне разлике у INAH-3 између хомосексуалних и хетеросексуалних мушкараца биле су присутне пренатално или у раном животу и помогле су у успостављању сексуалне оријентације мушкараца; 2. Разлике су се појавиле постнатално као резултат сексуалних осећања или понашања мушкараца и; 3. И разлике у INAH-3 и сексуалној оријентацији повезане су са неком трећом конфундирајућом варијаблом (као што је развојни догађај у пренаталном или раном животу). Левеј је сматрао да је прва могућност највероватнија и приметио је да је друга могућност мало вероватна у светлу различитих хомологних студија на другим врстама. Претпоставља се да је људски INAH-3 хомолог SDN-POA пацова.
Други истраживачи су проучавали корелације између волумена INAH-3 и других аспеката сексуалног идентитета. Студија трансродних појединаца коју је спровео неуроанатом Дик Сваб открила је да трансродне жене имају величину и број неурона INAH-3 ближе нормалном женском опсегу, а да трансродни мушкарци имају величину и број INAH-3 неурона ближе нормалном опсегу мушкараца. Овај налаз је још увек контроверзан због потенцијалних недоумица у терапији замене хормона.